# Бостон
Бо́стон (англ. Boston; вимоваⓘ, ˈbɒstən або ˈbɔːstən) — місто (англ. city) в північно-східній частині США, в окрузі Саффолк, столиця та найбільше місто штату Массачусетс. Це найбільше місто та неформальна столиця Нової Англії, потужний порт на березі Атлантичного океану.
Місту підпорядкована територія площею 125,43 км², де мешкає 617 594 особи (за даними перепису 2010). За кількістю мешканців Бостон займає 21-ше місце серед усіх міст США. Поза тим, навколо Бостона розрослася міська агломерація — Великий Бостон, котра налічує понад 4,5 млн мешканців і є 10-ю найнаселенішою у США. Загалом Великий Бостон з передмістями як окремий регіон з населенням 7,6 млн осіб — 5-та найбільша статистично обумовлена територія у країні.
Одне з найдавніших міст країни, засноване у 1630.

## Історія

### Заснування міста

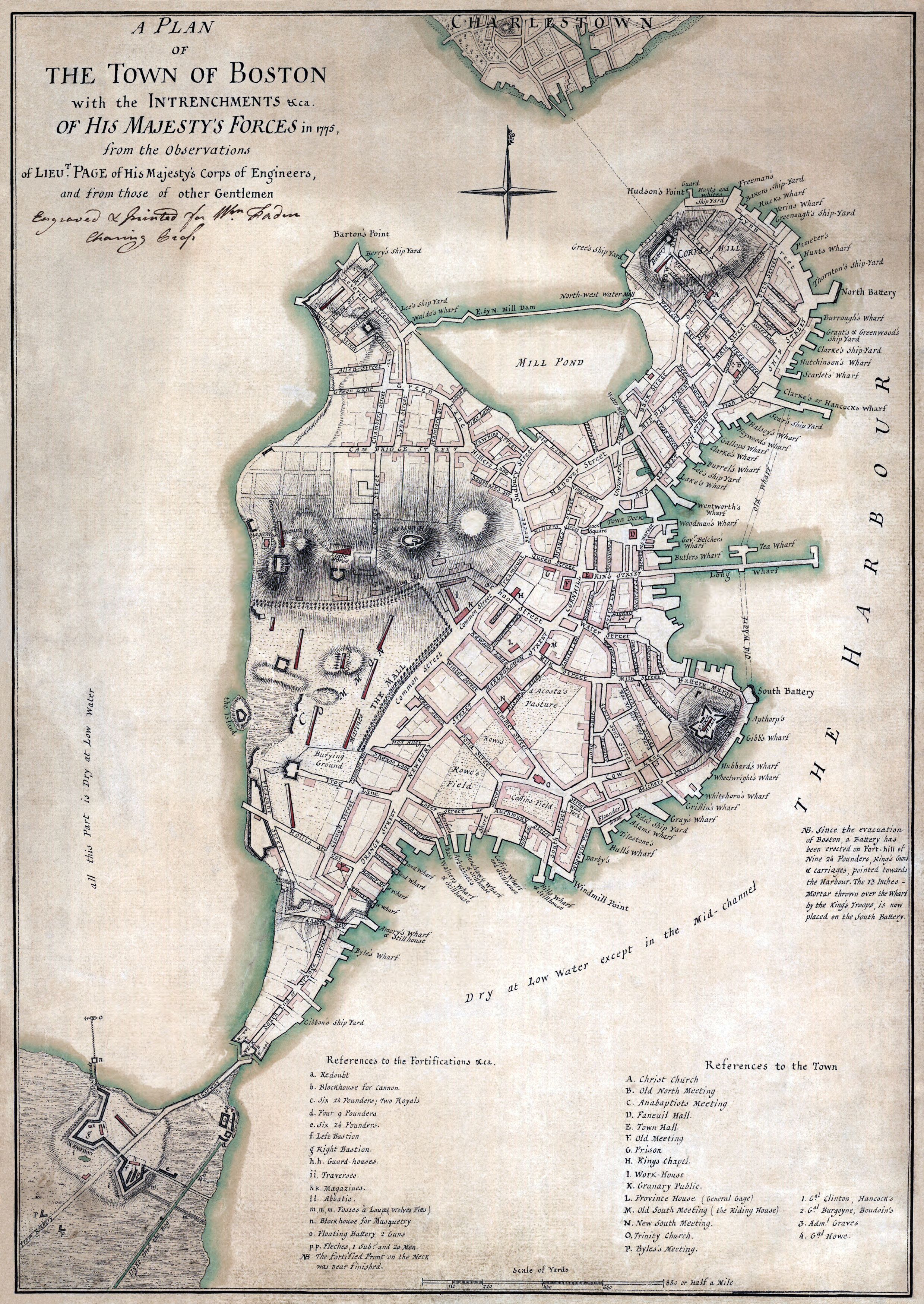
Мапа Бостона і його укріплень у 1775

Бостон завжди був нерозривно пов'язаний з морем. Його історія почалася в XVI ст., коли іспанські та португальські рибалки запливали в Массачусетську затоку в пошуках риби або притулку від штормів. Але перше постійне поселення створив тут англієць Вільям Блакстон (William Blaxton (Blackstone)) з експедиції Роберта Ґорджеса (Robert Gorges) у 1623. Першими поселенцями на теренах сучасного Бостона були колоністи пуритани. Вони перепливли з Англії і заснували м. Сейлем, а в липні 1629 оселилися на мисі Чарлзтаун. На березі невеликої затоки на початку 1630-х селилися купці. Тут було створено першу гавань — так званий The Town Dock. Вона на довгі роки стала центром морської діяльності міста. Рибалки та суднобудівники поступово освоювали узбережжя, а фермери — території на південь і захід від поселення.

### Розвиток морської торгівлі та суднобудування

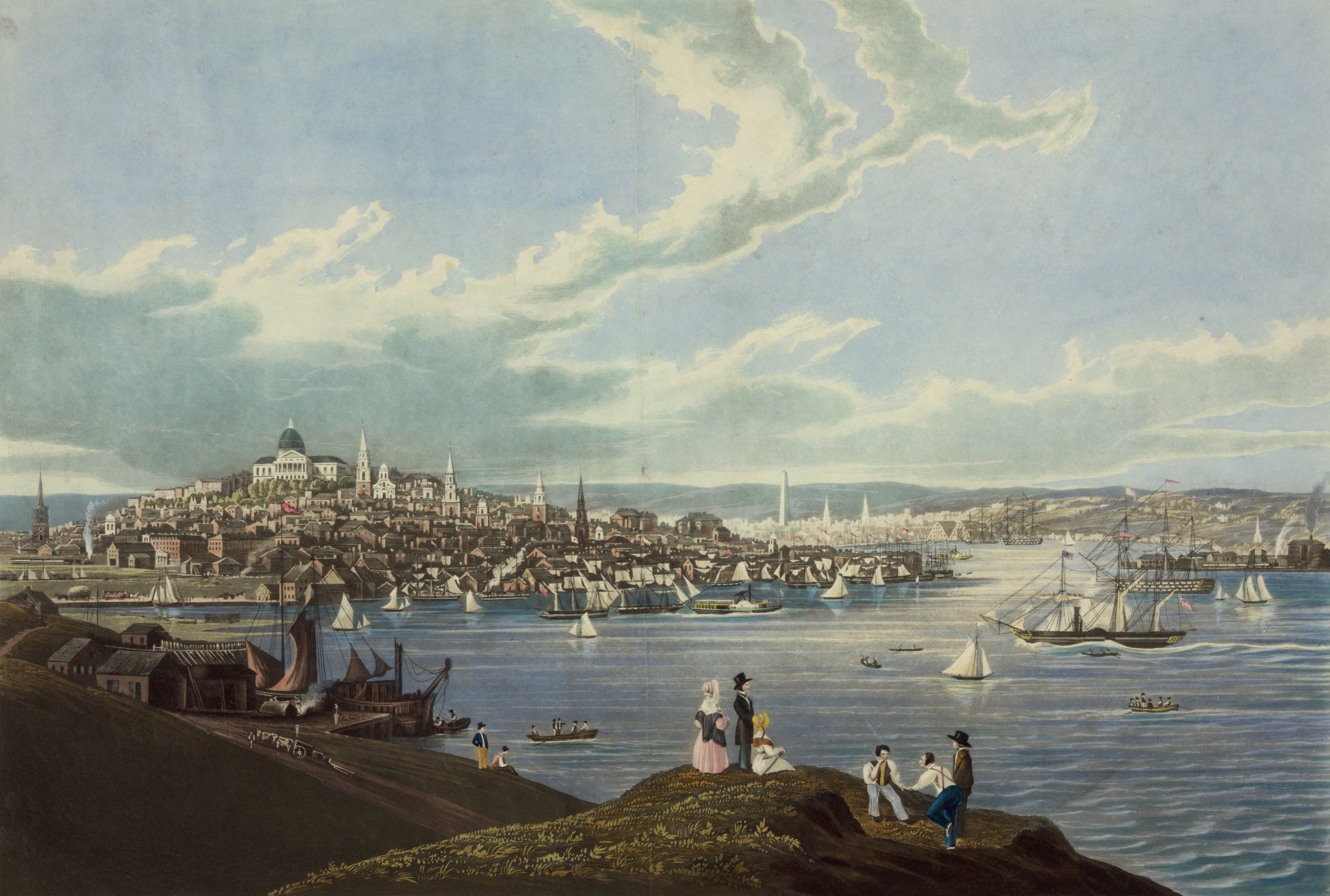
Вид Бостона з Дорчестерських висот 1841 р.

Колоністи намагалися займатися землеробством, але швидко виявилося, що місцеві природні умови цьому мало сприяють. Тому багато бостонців зайнялися рибальством і бартерною торгівлею з індіанцями. Згодом пожвавилася внутрішня торгівля між поселеннями, розташованими над Массачусетською затокою.
Зростаюча морська активність бостонців викликала постійну потребу у поліпшенні прибережної інфраструктури. Оскільки місцева влада цим не займалася, ініціативу побудови портових споруд брали на себе підприємливі купці. Зі зростанням торгівлі і, відповідно, заможності комерсантів, зростала кількість причалів. У 1708 їх було вже 78, що свідчить про масштаби діяльності порту. В 1710 капітан Олівер Ноєс отримав дозвіл спорудити найдовший причал Long Wharf, який на тривалий час став центром портової діяльності Бостона. Причали дозволяли обслуговувати найбільші тогочасні судна. У XVIII ст. доказом зростаючого значення місцевого порту був власний морський маяк — перший у британських колоніях.
Для зміцнення обороноздатності зростаючого порту в 1632 на Фортському пагорбі виникли перші фортифікаційні споруди, а через 2 роки вони з'явилися також на о. Касл (Форт-Індепенденс). Узбережжя було укріплене валом довжиною у півмилі.
Торговельний флот Бостона, почавши свою діяльність комерційними операціями з британською метрополією, поступово зміцнював торговельні обміни з іншими колоніями східного узбережжя Америки. Вже у 1631 такі контакти було встановлено з Вірджинією, звідки до Бостона надходили кукурудза, цукор, мідь, боброве хутро тощо.
Іншою основою економіки Бостона було суднобудування. Першим судном, збудованим у Бостоні, був Blessing of the Bay (корабельня «Медфорд», 1631). Через 30 років бостонські купці мали близько 300 суден місцевого виробництва, задіяних в океанському та каботажному плаванні. Протягом 1674–1714 бостонські корабели продали 1332 судна. Звичною практикою став продаж у чужих портах вантажу разом із кораблем.
Міська влада Бостона всіляко сприяла морській діяльності мешканців. Рибалки та судові теслі звільнялися від військової служби, рибальські судна — від податків і мит (на перші 7 років). Влада вимагала від корабелів об'єднання в більші підприємства для оптимізації виробництва.
У період громадянської війни в Англії (1642–1649) інтерес до американських колоній в метрополії впав — скоротилися торгівля та потік іммігрантів. Але активність бостонського торговельного флоту зростала. У сфері його діяльності були не лише Бермуди, Барбадос чи Ямайка, але й далекий Мадагаскар. Це дещо компенсувало спад торгівлі з європейськими портами. Бостон був заангажований навіть у работоргівлю.
У XVIII ст. Бостон вважали центром північноамериканської торгівлі. Про багатство міста свідчила безліч банків, торгових домів, складів і причалів, а також розкішні кам'яниці вздовж головної вулиці міста. У місті процвітало кравецтво, перукарство, ювелірне ремесло.
У 1660 англійський парламент ухвалив черговий «навігаційний акт», призначений охоронити Англію та її колонії від іноземної конкуренції. Тепер всю заморську торгівлю мали вести лише англійські судна. Акт також давав перелік колоніальних товарів, дозволених до вивезення лише до англійських портів (або через них). Ухвалений через 3 роки Staples Act перетворив Англію на єдиного експортера європейських товарів до колоній (безпосередній імпорт з Франції, Іспанії чи Нідерландів було заборонено). Бостонські купці зігнорували ці акти — більша частина торгівлі Бостона у 1660–1675 відбувалася нелегально.

### «Бостонське чаювання»

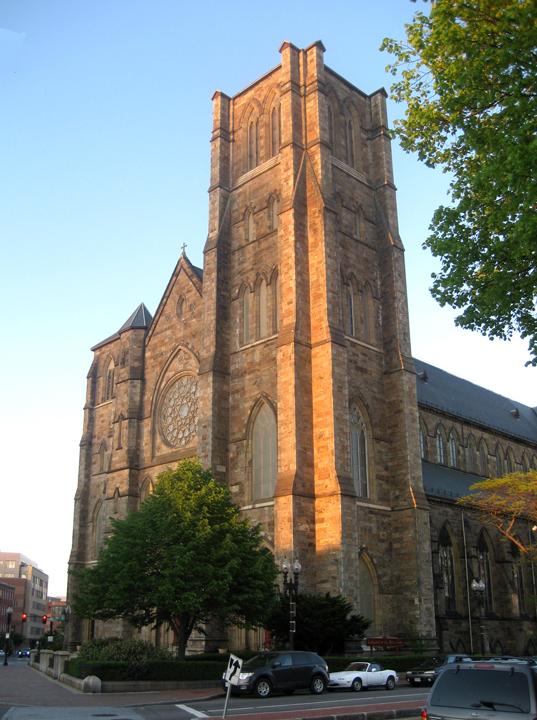
Собор Святого Хреста (Бостон)

У 1773 через перевиробництво чаю ціни на нього на світових ринках впали. Британська Ост-Індійська компанія, маючи великі запаси цього товару, отримала від британського уряду право продавати чай в американських колоніях без мит і податків. Це вдарило по місцевих імпортерах чаю. Британська протекціоністська політика викликала протест в американських колоністів.
16 грудня 1773 до Бостонського порту прибули три судна Британської Ост-Індійської компанії, навантажені китайським чаєм. Найближчої ночі 60 членів підпільної патріотичної організації «Сини Свободи» на чолі зі Семюелем Адамсом (1722–1803), перебраних за індіанців, вдерлися на кораблі і викинули весь вантаж до моря. Реакцією британської влади стало закриття Бостонського порту, що призвело до краху місцевої торгівлі. Це сприяло радикалізації настроїв і зрештою призвело до американської революції 1775—1783 рр. Згадана подія ввійшла до історії як «Бостонське чаювання».

### XIX—XX ст.

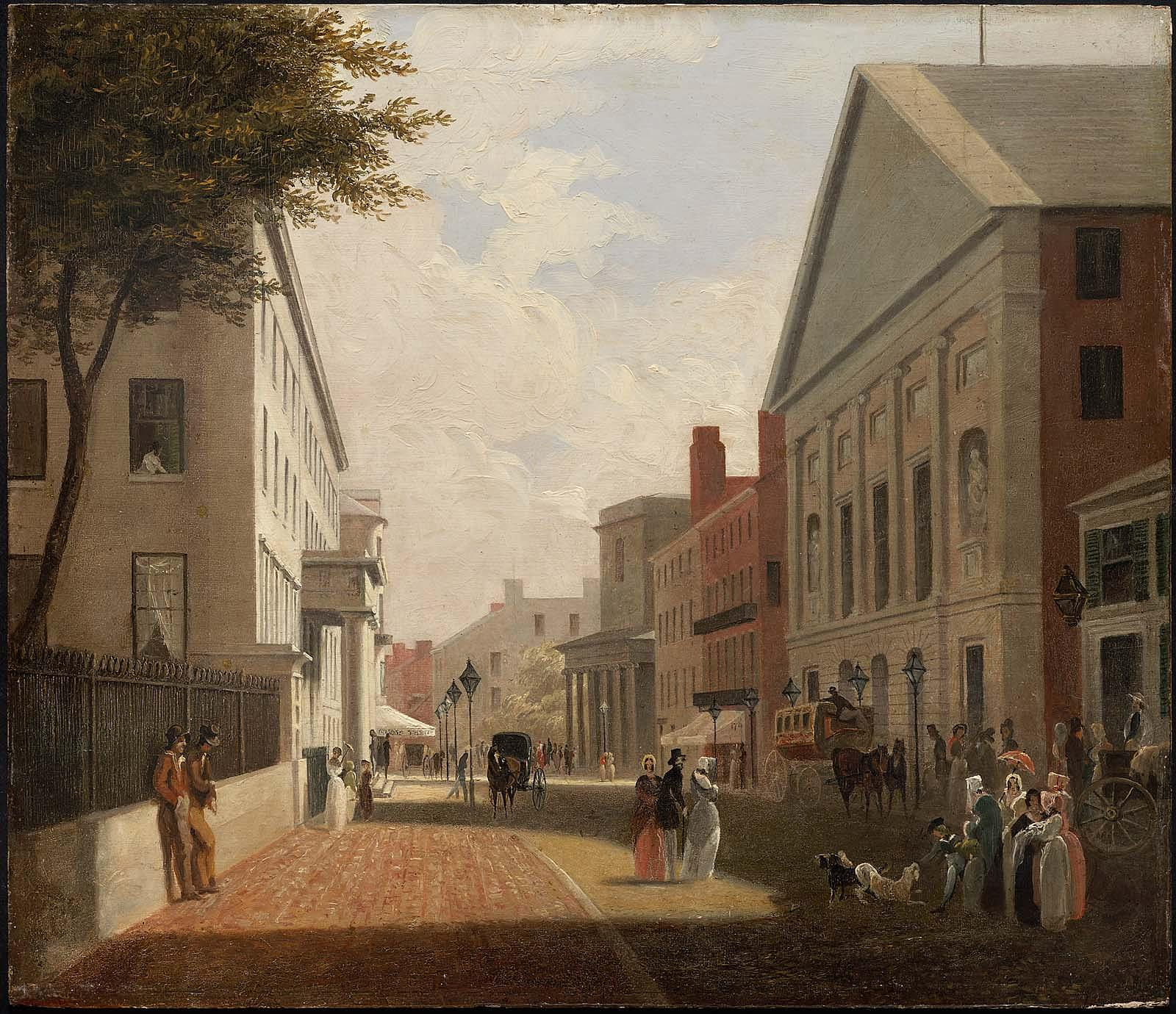
Тремонт стріт у 1843 р.

Бостон дав ім'я породі собак (бостон-тер'єр) і бальному танцю (вальс бостон).
Етнічний склад Бостона значно змінився з початком масової імміграції до США з Європи. У першій хвилі переважали ірландці, німці, ліванці, французькі канадці, італійці, а також польські та російські євреї. Ірландські та італійські іммігранти привезли з собою католицьку віру і невдовзі ця релігійна громада стала найбільшою в місті. Родина Кеннеді є нащадками перших ірландських переселенців.

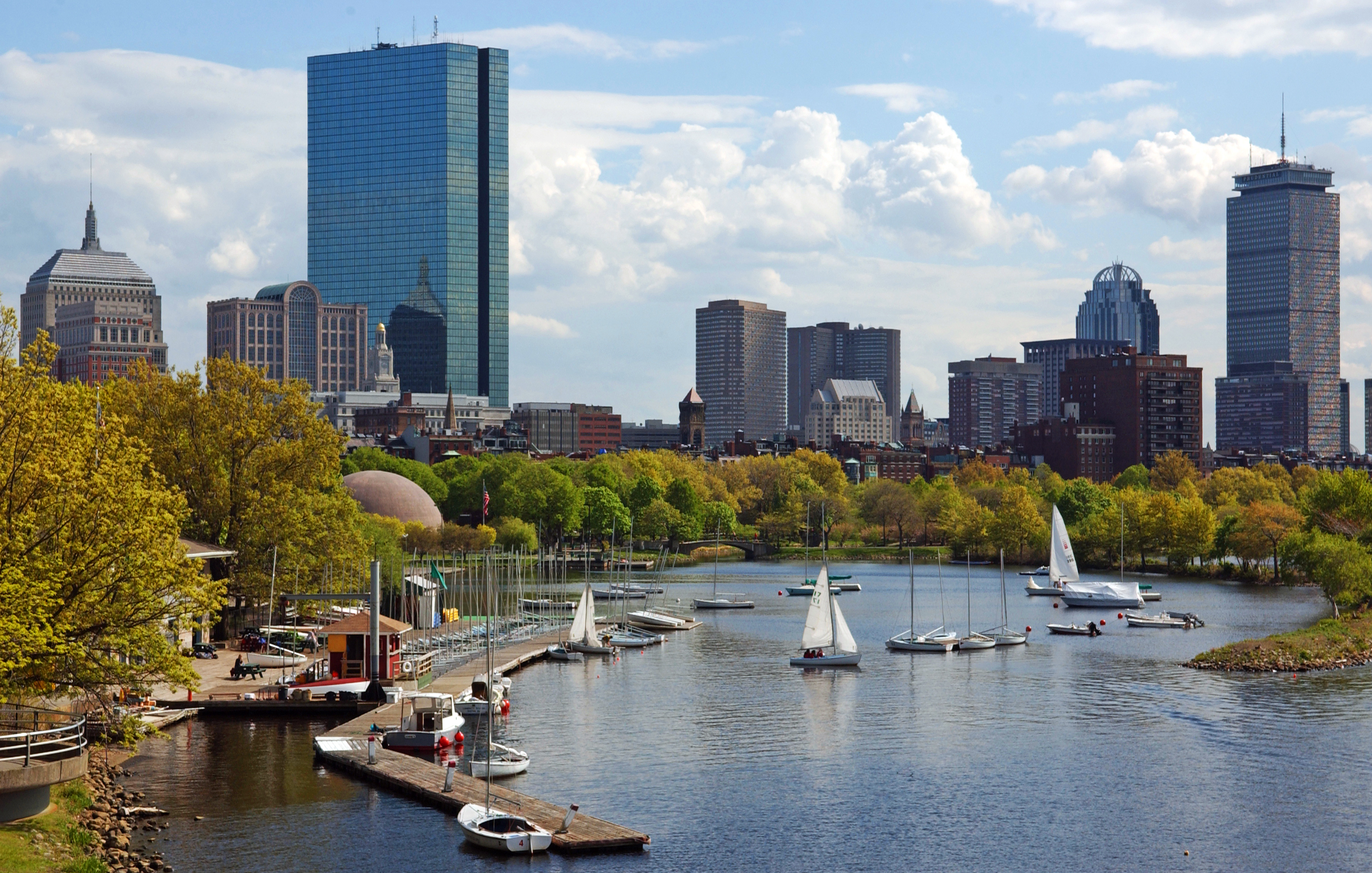
Центр міста

На початку і в середині XX ст. місто занепадає. Промислові потужності застарівають, а робоча сила їде за межі регіону. У січні 1919 один з районів міста затопило патокою. Міська влада прийняли ряд програм по перебудові та відновленню історичного центру міста, а також з перепрофілювання ряду підприємств. В 1970 в Бостоні розпочався новий економічний бум. Лікарні та медичні центри стали об'єктом впровадження інноваційних технологій, а університети і коледжі міста привертали до себе молодь з усієї країни. На початку XXI ст. місто повернуло собі статус інтелектуального, технологічного та політичного центру.
Тепер Бостон є важливим промисловим (електроніка, приладобудування), торговельно-банківським та науковим центром.

## Географія
Бостон розташований над Массачусетською затокою (частини більшої затоки Мен), яка складається з безлічі малих гаваней, гирл річок, боліт і каналів та є захищеною від штормів природним скельним хвилерізом. Все це робить затоку ідеальним місцем для морського порту.
Бостон розташований за координатами 42°19′55″ пн. ш. 71°1′13″ зх. д. / 42.33194° пн. ш. 71.02028° зх. д. (42.331960, -71.020173). За даними Бюро перепису населення США в 2010 місто мало площу 232,17 км², з яких 125,04 км² — суходіл та 107,13 км² — водойми.

### Клімат
Бостон, як і вся Нова Англія, знаходиться в зоні континентального клімату, оскільки переважаючі західні вітри знижують вплив океану. Літо, як правило, тепле і вологе, а зими холодні, вітряні та снігові. Найжаркіший місяць — липень, з середньою денною температурою +28 °C. Найхолодніший місяць — січень, з середньою нічною температурою -6 °C. Річна кількість опадів становить 1000—1100 мм. Найбільше опадів випадає з грудня по березень. Навесні й на початку літа спостерігаються часті тумани.
| Клімат Бостона                                                 | Клімат Бостона | Клімат Бостона | Клімат Бостона | Клімат Бостона | Клімат Бостона | Клімат Бостона | Клімат Бостона | Клімат Бостона | Клімат Бостона | Клімат Бостона | Клімат Бостона | Клімат Бостона | Клімат Бостона |
| Показник                                                       | Січ.           | Лют.           | Бер.           | Квіт.          | Трав.          | Черв.          | Лип.           | Серп.          | Вер.           | Жовт.          | Лист.          | Груд.          | Рік            |
| Абсолютний максимум, °C                                        | 22,2           | 21,1           | 30,0           | 34,4           | 35,6           | 41,0           | 39,4           | 38,9           | 37,8           | 32,2           | 28,3           | 24,4           | 41,0           |
| Середній максимум, °C                                          | 2,1            | 3,1            | 7,7            | 13,3           | 19,2           | 24,6           | 27,7           | 26,6           | 22,7           | 17,1           | 11,2           | 4,2            | 15,0           |
| Середня температура, °C                                        | −1,5           | −0,3           | 3,8            | 9,1            | 14,7           | 20,0           | 23,3           | 22,4           | 18,2           | 12,3           | 7,2            | 1,6            | 10,9           |
| Середній мінімум, °C                                           | −5,8           | −5             | −0,4           | 4,6            | 9,9            | 15,1           | 18,4           | 17,8           | 13,8           | 8,3            | 3,5            | −2,9           | 6,5            |
| Абсолютний мінімум, °C                                         | −24,4          | −27,8          | −17,2          | −10,6          | 1,1            | 5,0            | 10,0           | 7,8            | 2,8            | −3,9           | −13,3          | −27,2          | −27,8          |
| Норма опадів, мм                                               | 91.2           | 91.9           | 93.7           | 91.4           | 82.6           | 78.5           | 72.1           | 82.3           | 77.7           | 83.8           | 107.2          | 101.9          | 1054.3         |
| -------------------------------------------------------------- | -------------- | -------------- | -------------- | -------------- | -------------- | -------------- | -------------- | -------------- | -------------- | -------------- | -------------- | -------------- | -------------- |
| Джерело: «Погода й клімат» «World Meteorological Organization» |                |                |                |                |                |                |                |                |                |                |                |                |                |

## Населення
Бостон є центром міської агломерації (Великий Бостон), що складається з Бостона та сусідніх міст: Кембриджа, Сомервіла, Ньютона, Квинсі, Бруклайна та інших із загальним населенням 4 411 835 осіб. (2005). Метрополія Бостон — Вустер — Лоренс має понад 5 млн осіб (2000) і є 7-ю за розміром у США.
Згідно з переписом 2010 року, у місті мешкали 617 594 особи в 252 699 домогосподарствах у складі 116 244 родин. Густота населення становила 2660 осіб/км². Було 272  481 помешкання (1174/км²).
Расовий склад населення:
| - 53,9 % — білих - 24,4 % — чорних або афроамериканців - 8,9 % — азійців - 0,4 % — корінних американців - 8,4 % — осіб інших рас |

До двох чи більше рас належало 3,9 %. Частка іспаномовних становила 17,5 % від усіх жителів.
За віковим діапазоном населення розподілялося таким чином: 16,8 % — особи молодші 18 років, 73,1 % — особи у віці 18—64 років, 10,1 % — особи у віці 65 років та старші. Медіана віку мешканця становила 30,8 року. На 100 осіб жіночої статі у місті припадало 92,0 чоловіків; на 100 жінок у віці від 18 років та старших — 89,9 чоловіків також старших 18 років.
Середній дохід на одне домашнє господарство становив 85 374 $ (медіана — 55 777), а середній дохід на одну сім'ю — 98 185 $ (медіана — 62 775). Медіана доходів становила 57 102 $ для чоловіків та 50 763 $ для жінок. За межею бідності перебувало 21,5 % осіб, у тому числі 29,8 % дітей у віці до 18 років та 20,0 % осіб у віці 65 років та старших.
Цивільне працевлаштоване населення становило 345 497 осіб. Основні галузі зайнятості: освіта, охорона здоров'я та соціальна допомога — 31,8 %, науковці, спеціалісти, менеджери — 16,2 %, мистецтво, розваги та відпочинок — 10,6 %, фінанси, страхування та нерухомість — 9,2 %.

## Економіка

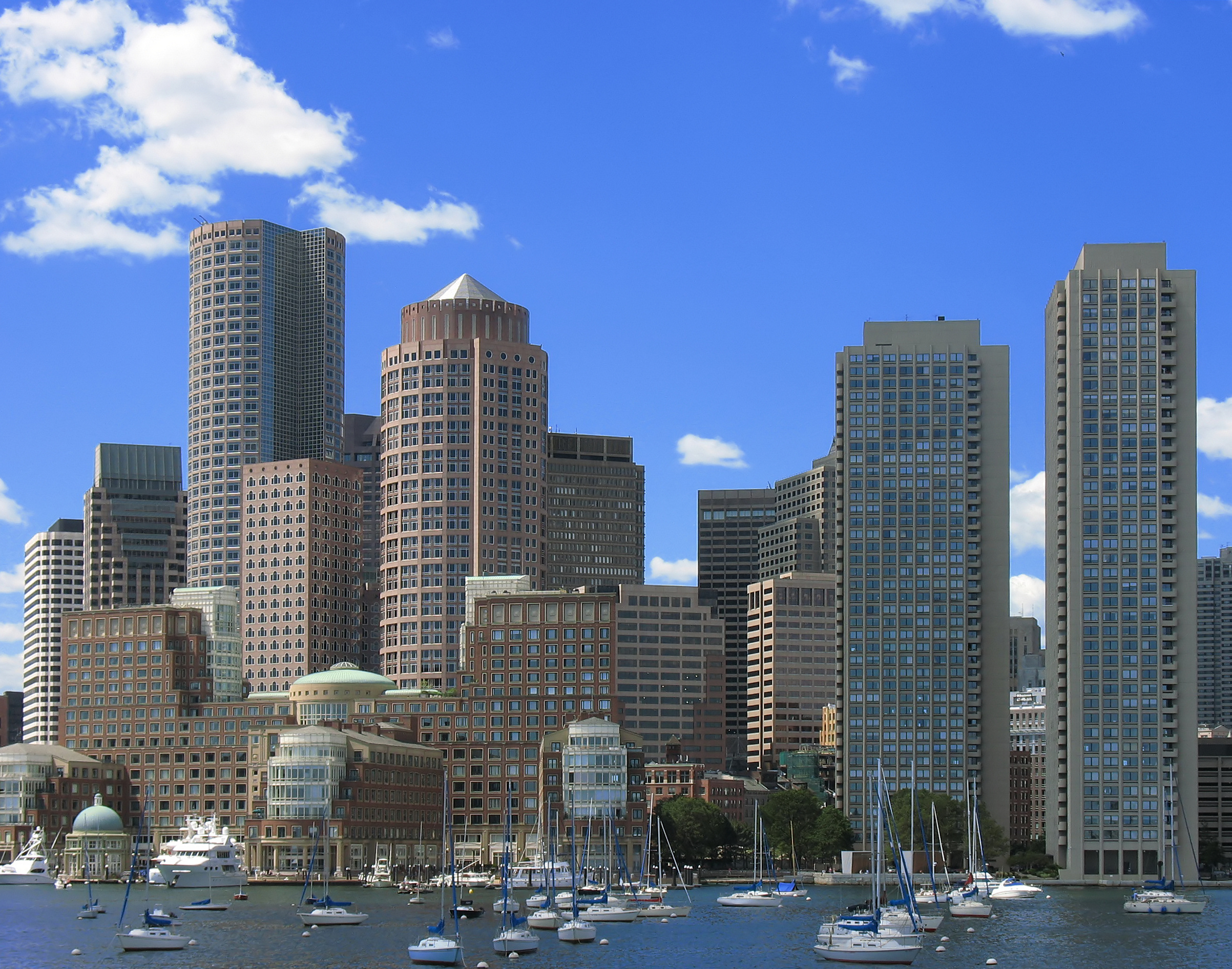
Діловий центр міста

Найважливішими секторами міської економіки є фінансовий, банківський і страховий. Так, у Бостоні розміщені штаб-квартири Fidelity Investments, Sovereign Bank та State Street Corporation. Місто також є одним із найбільших у США центрів видавничої діяльності. Тут розміщені такі видавництва, як Houghton Mifflin Harcourt, Bedford-St. Martin's та Beacon Press.
Чималу лепту в розвиток міста вносить і туризм — 21,2 млн туристів у 2011 принесли Бостону $8,3 млрд.
Рибальство і суднобудування, які колись становили основу міської економіки, нині[коли?] втратили своє колишнє значення. Проте, у Бостоні, як і раніше розташовані найстаріші в західній півкулі постійно діючі корабельні і рибальський порт.
Бостон є одним з найбільших в світі освітніх центрів. У поєднанні з розвиненою інфраструктурою і висококваліфікованою робочою силою, це робить його одним зі світових лідерів в таких сучасних галузях, як біотехнології, мікроелектроніка та створення нових матеріалів.

## Транспорт
Місто обслуговується Міжнародним аеропортом імені генерала Едварда Лоуренса Логана (IATA: BOS, ICAO: KBOS) з річним пасажирообігом 29,3 млн осіб (2012, 19 місце у США). Регулярні рейси виконуються в десятки міст США і всього світу. Найбільш завантажені міжнародні напрямки: Лондон, Франкфурт-на-Майні, Париж; внутрішні — Чикаго, Атланта, Вашингтон.

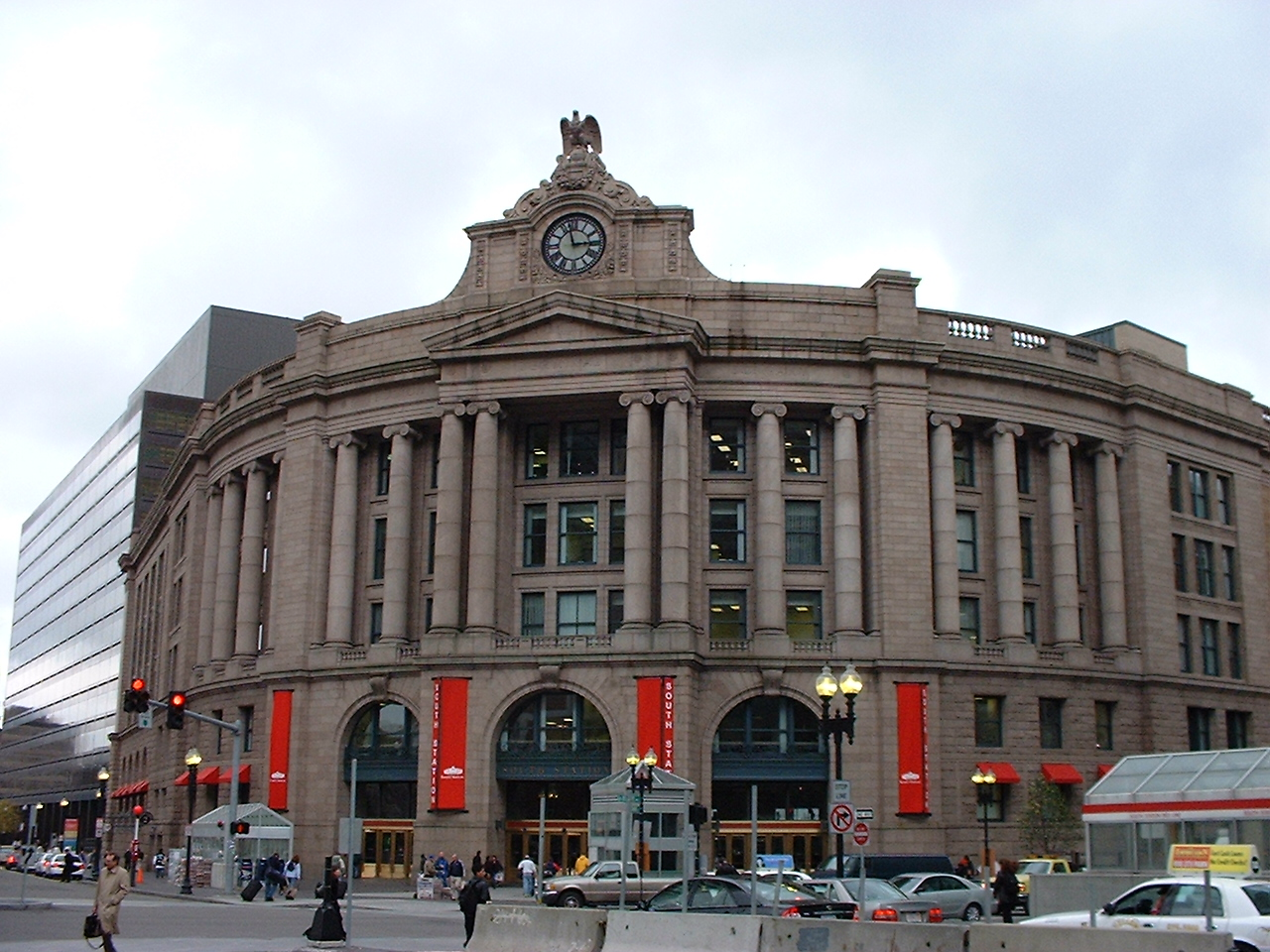
Південний залізничний вокзал

Південний вокзал (South Station) Бостона — найбільша пасажирська залізнична станція в Нової Англії і одна з найбільших у країні. Щодня з неї вирушають десятки поїздів у Вашингтон (через Нью-Йорк, Філадельфію і Балтімор) та в Чикаго (через Олбані і Клівленд).
Основні автомобільні дороги, що проходять через Бостон і його околиці — міжштатні шосе I-90, I-93 і I-95, а також швидкісна дорога US 1.
Система громадського транспорту в місті досить складна, і знаходиться під загальним управлінням організації MBTA. У Бостоні діє найстаріший в Північній Америці метрополітен (з 1897), що складається з чотирьох ліній (Червоної, Помаранчевої, Зеленої та Блакитної). Крім того, у місті діють 12 ліній приміських поїздів, 5 ліній швидкісного трамвая, по 4 трамвайних і поромних лінії, а також 183 автобусні маршрути. Система громадського транспорту Бостонської агломерації є найбільшою за пасажирообігом (1,3 млн осіб на день) серед усіх столиць штатів США, включаючи столицю країни Вашингтон.
Бостон відомий у США своєю зручністю для пішоходів. Близько 13 % бостонців добираються до роботи пішки, що є найвищим показником серед всіх великих міст США.
Бостон вважається північною кінцівкою східної частини Берегового каналу.

## Освіта, наука, охорона здоров'я

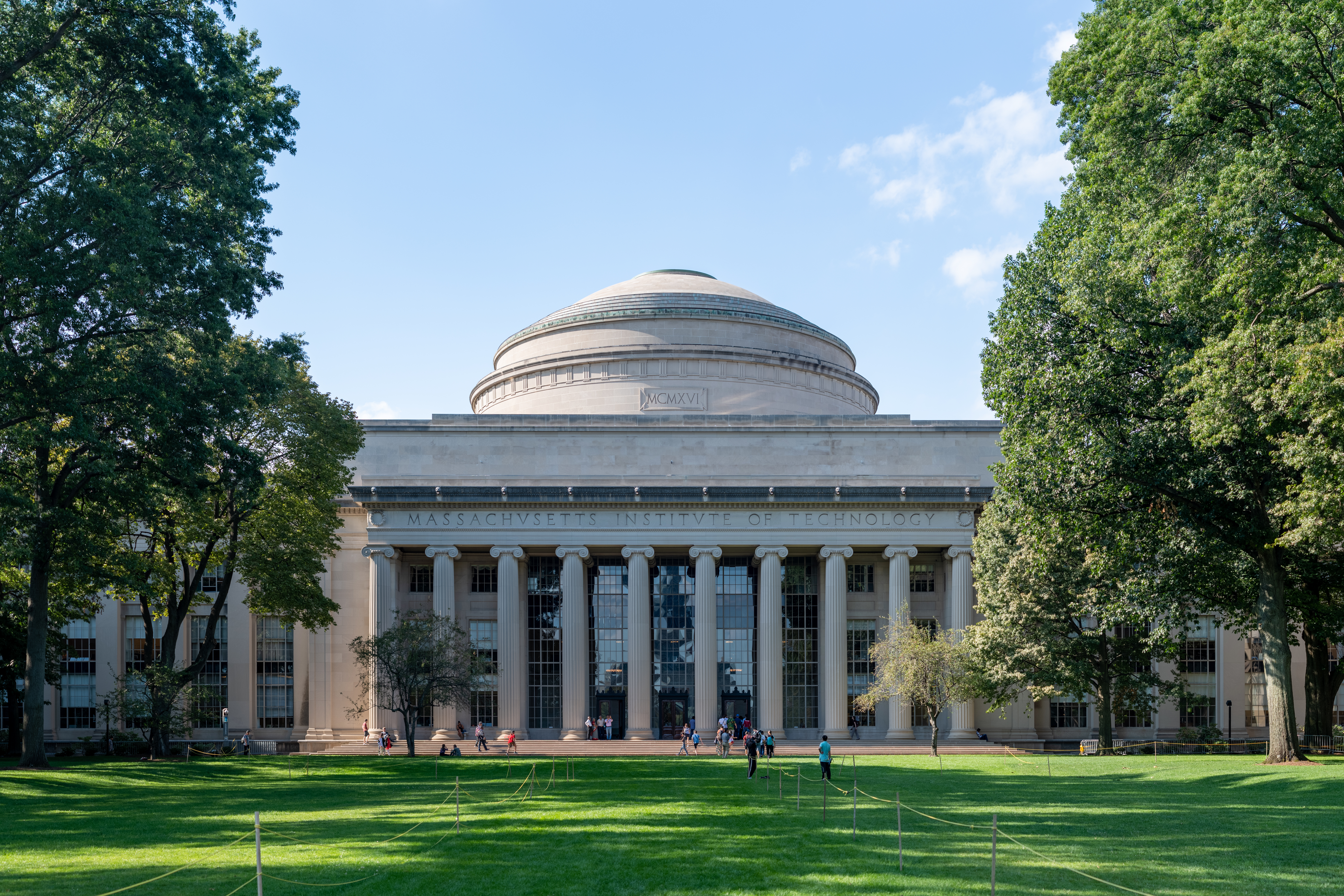
Массачусетський технологічний інститут, Кембридж

У Кембриджі (передмістя Бостона) міститься найдавніший університет США — Гарвардський (заснований у 1636), у структурі якого діє Український Науковий Інститут.
Неподалік розташований Массачусетський технологічний інститут (Massachusetts Institute of Technology) — одна з найпрестижніших вищих технічних шкіл країни.
У місті розташована Бостонська публічна бібліотека, третя за величиною бібліотека США.
Бостон відомий дитячим опіковим центром Shriners Hospital — одним із небагатьох медичних осередків у світі, який володіє технологією штучного нарощування шкіри. Саме сюди в березні 2005 доставили на лікування 5-річну Настю Овчар, яка, рятуючи від пожежі дворічну сестру, втратила 80 % шкіри.

## Спорт
Бостон має п'ять професійних команд.
- «Бостон Брюїнс» (англ. Boston Bruins) — хокейна команда, яка є членом в Національній хокейній лізі і грає в Ті-Ді гардені.
- «Бостон Ред Сокс» (англ. Boston Red Sox)  — бейсбольна команда, яка є членом в Головній бейсбольній лізі і грає в Фенвей Парку.
- «Бостон Селтікс» (англ. Boston Celtics)  — баскетбольна команда, яка є членом в Національній баскетбольній асоціації і грає в Ті-Ді гардені.
- «Нью-Інгленд Петріотс» (англ. New England Patriots)  — команда американського футболу, яка є членом в Національній футбольній лізі (Американський футбол) і грає на Стадіоні Джіллет (Жіллет) який розташований недалеко від Бостона у Фоксборо.
- «Нью-Інгленд Револушн» (англ. New England Revolution)  — футбольна команда, яка є членом в Головній футбольній лізі і грає на Стадіоні Джіллет.

У 2016 в Бостоні відбувся Чемпіонат світу з фігурного катання.

## Пам'ятки історії та культури
Музеї (зокрема, Музей Ізабелли Стюарт Гарднер, Музей комп'ютерів); громадські будівлі та собори XVIII—XIX ст.; житлові будинки XVII—XIX ст.
- Музей науки (Бостон)
- Бостонський музей образотворчих мистецтв
- Музей Ізабелли Стюарт Гарднер
- Музей поганого мистецтва

## Відомі люди

### Відомі люди пов'язані з Україною
- У Бостоні у 1865 оселився український церковний та громадський діяч Агапій Гончаренко, який започаткував українську політичну еміграцію до США.
- Тут мешкає лікар-психоневролог та перекладач української поезії Лора Завилянська.

### Уродженці
- Едгар Аллан По (1809—1849) — американський письменник, поет, есеїст, драматург, літературний редактор і критик.
- Джон Пейн (1870—1951) — американський стрілок, чемпіон літніх Олімпійських ігор 1896 в Атенах.
- Вільям Фарнум (1876—1953) — американський актор.
- Полін Фредерік (1883—1938) — американська актриса.
- Джек Гейлі (1898—1979) — американський актор.
- Джордж Меріон-молодший (1899—1968) — американський сценарист.
- Александер Маккендрик (1912—1993) — американський кінорежисер та сценарист шотландського походження.
- Бетті Філд (1913/1918-1973) — американська актриса театру і кіно.
- Леонард Німой (1931—2015) — американський кіноактор, фотохудожник, поет.
- Джон Казале (1935—1978) — американський актор кіно та театру.
- Джек Ненс (1943—1996) — американський актор.
- Джун Андерсон (* 1952) — американська оперна співачка.
- Едвард Нортон (* 1969) — американський кіноактор, сценарист і режисер.
- Пет Лехі (*1979) — американський хокеїст.

## Галерея

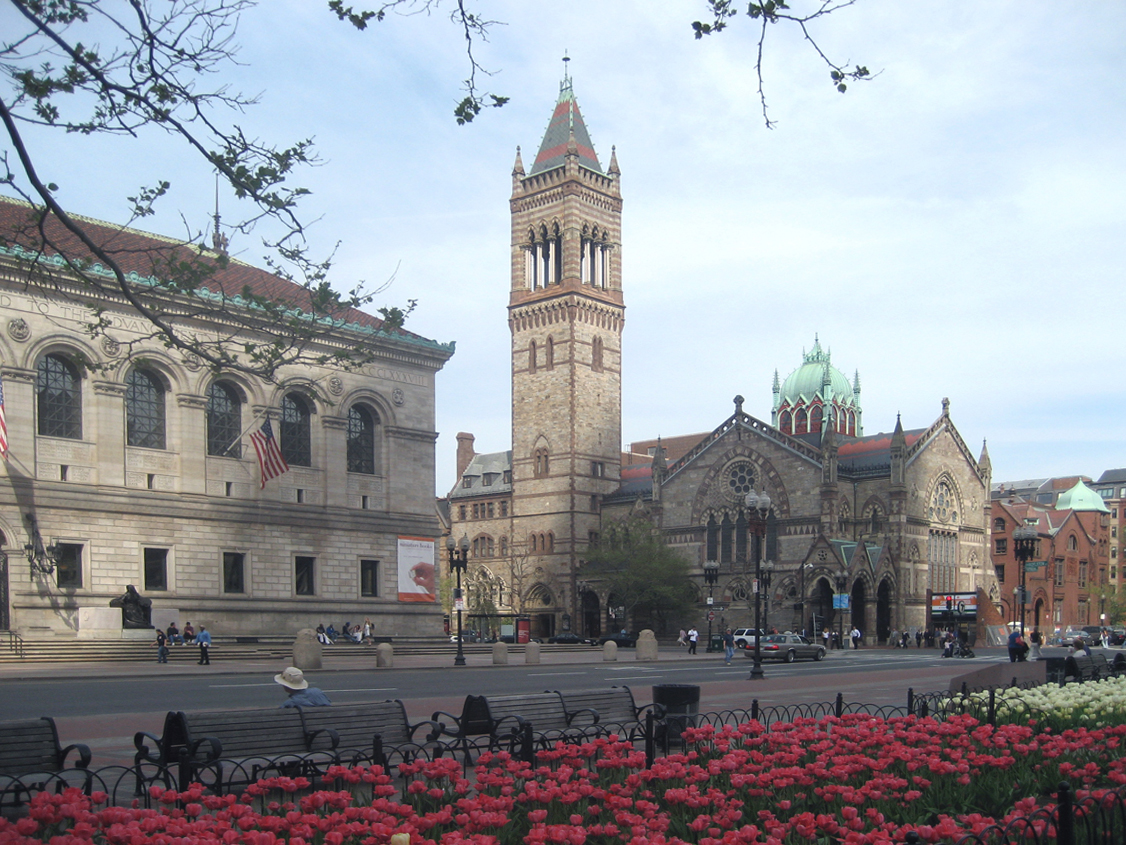
Бостонська публічна бібліотека
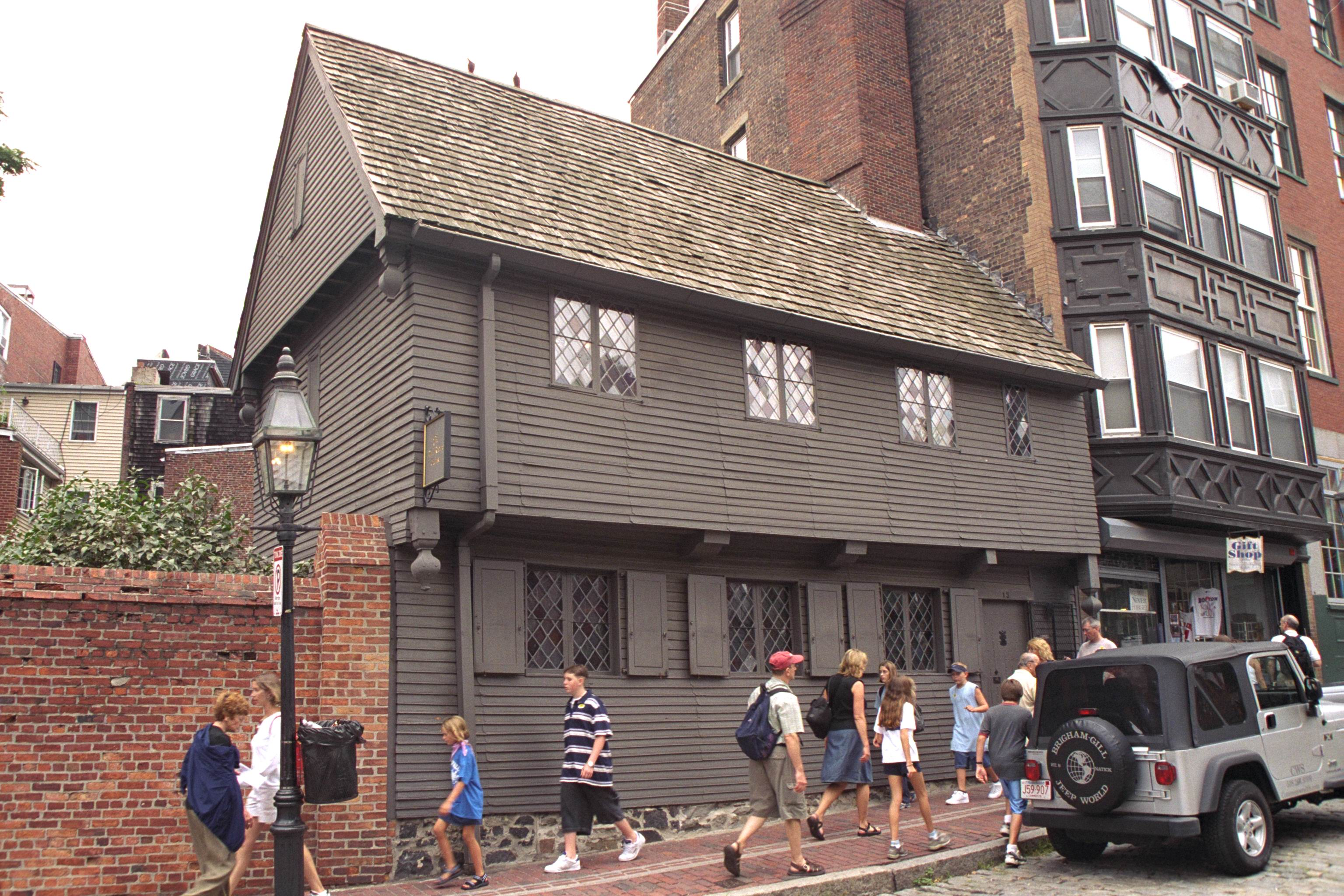
Будинок-музей Пола Рівера, національного героя США, діяча американської революції
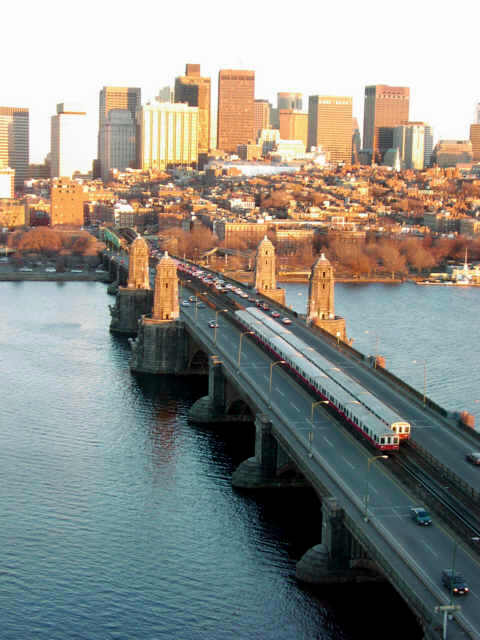
Міст Лонгфелло
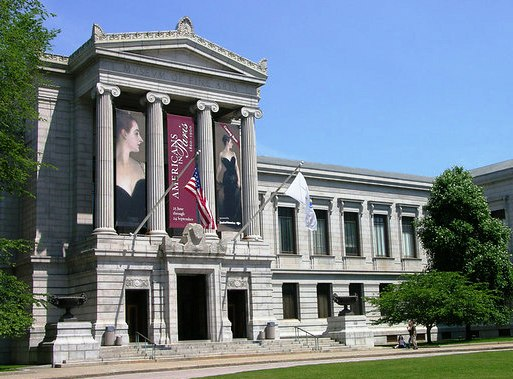
Бостонський музей образотворчих мистецтв
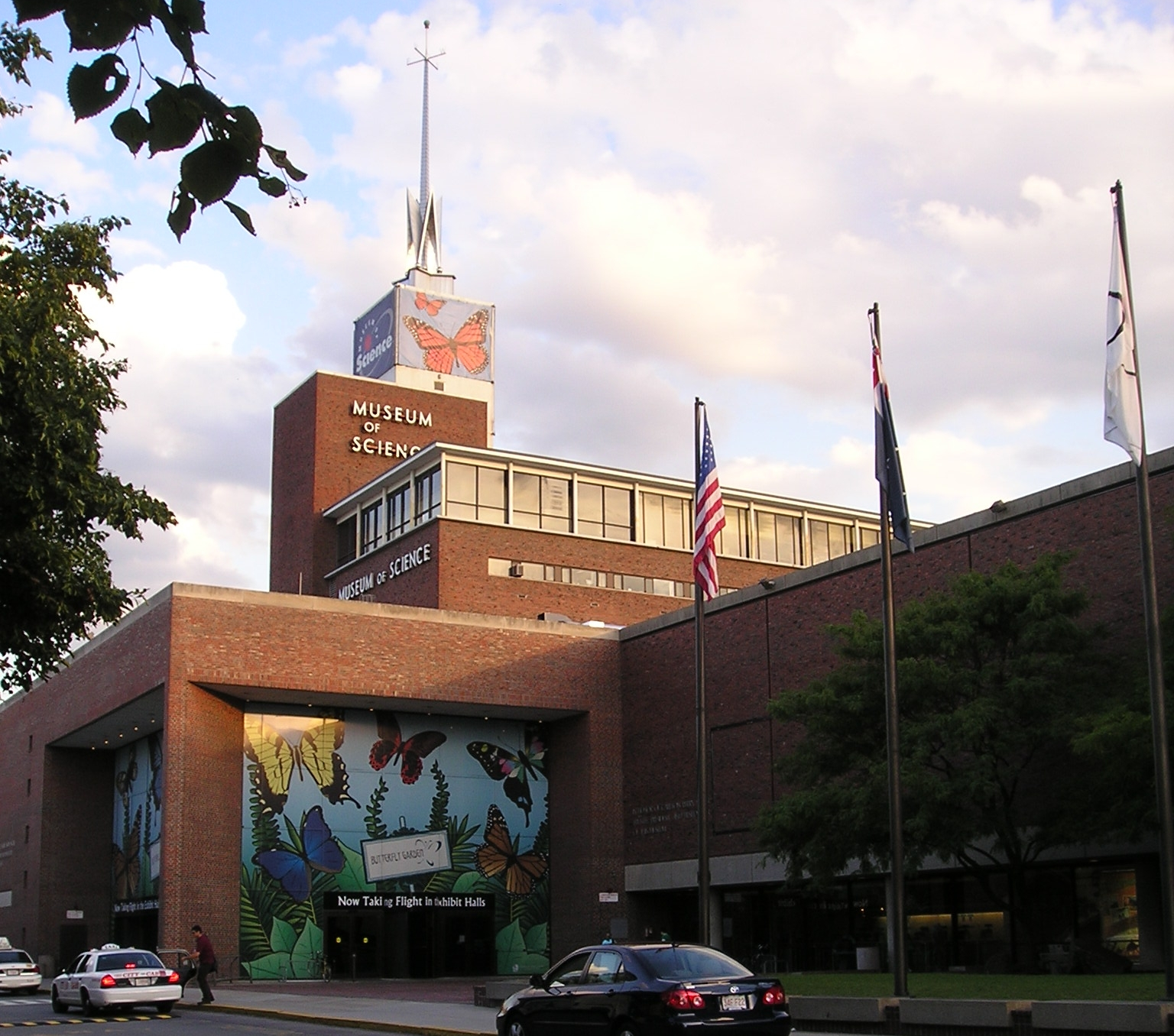
Музей науки
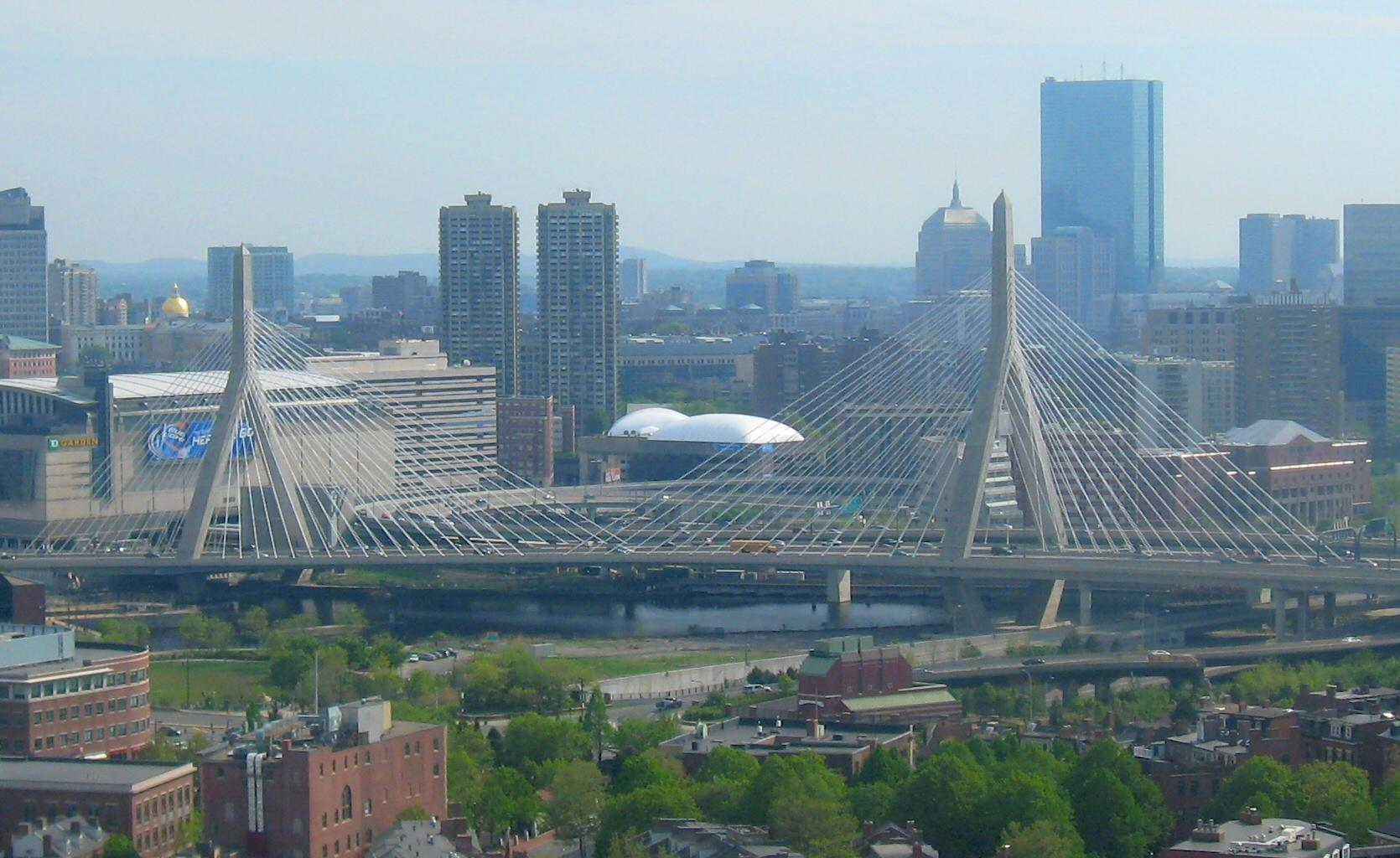
Міст Закима
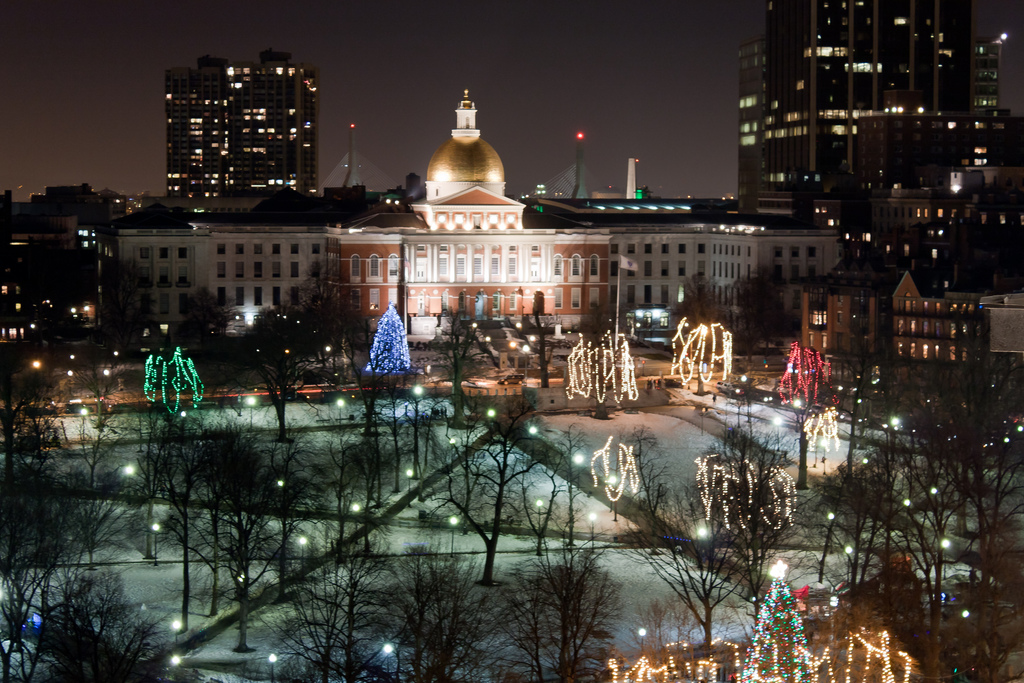
Капітолій штату Массачусетс
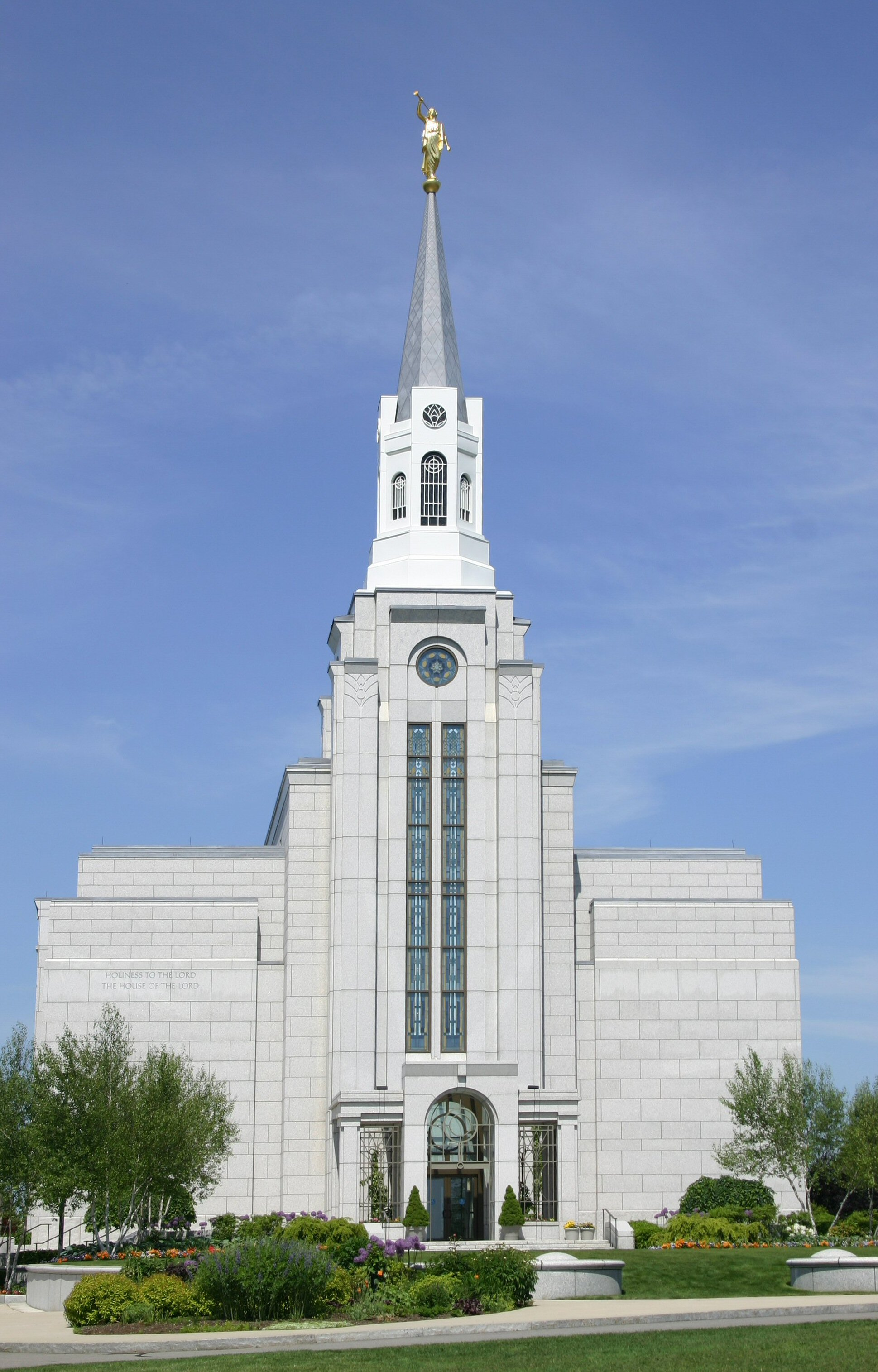
Бостонський храм мормонів
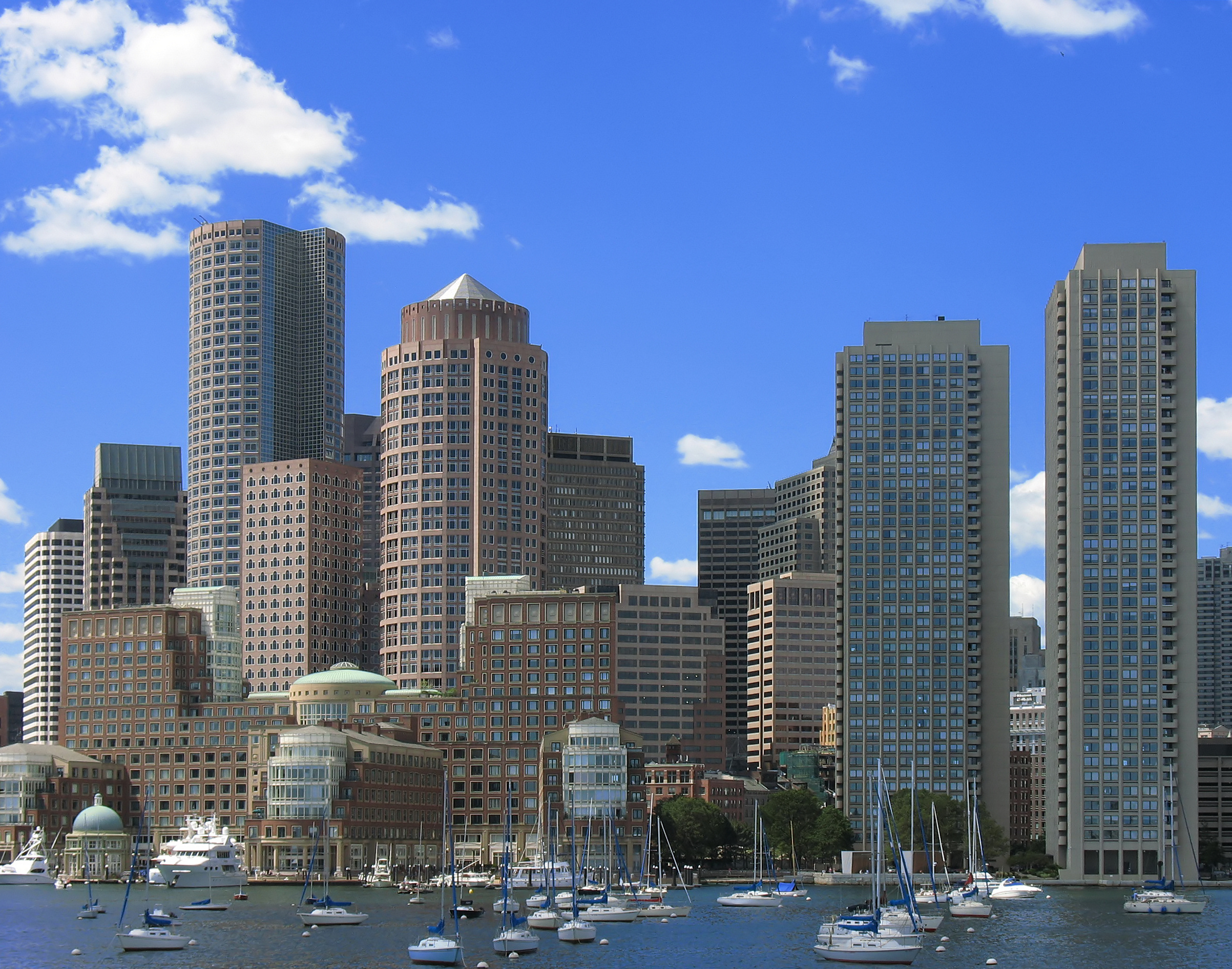
Нижнє місто (Даунтаун), хмарочоси Бостона
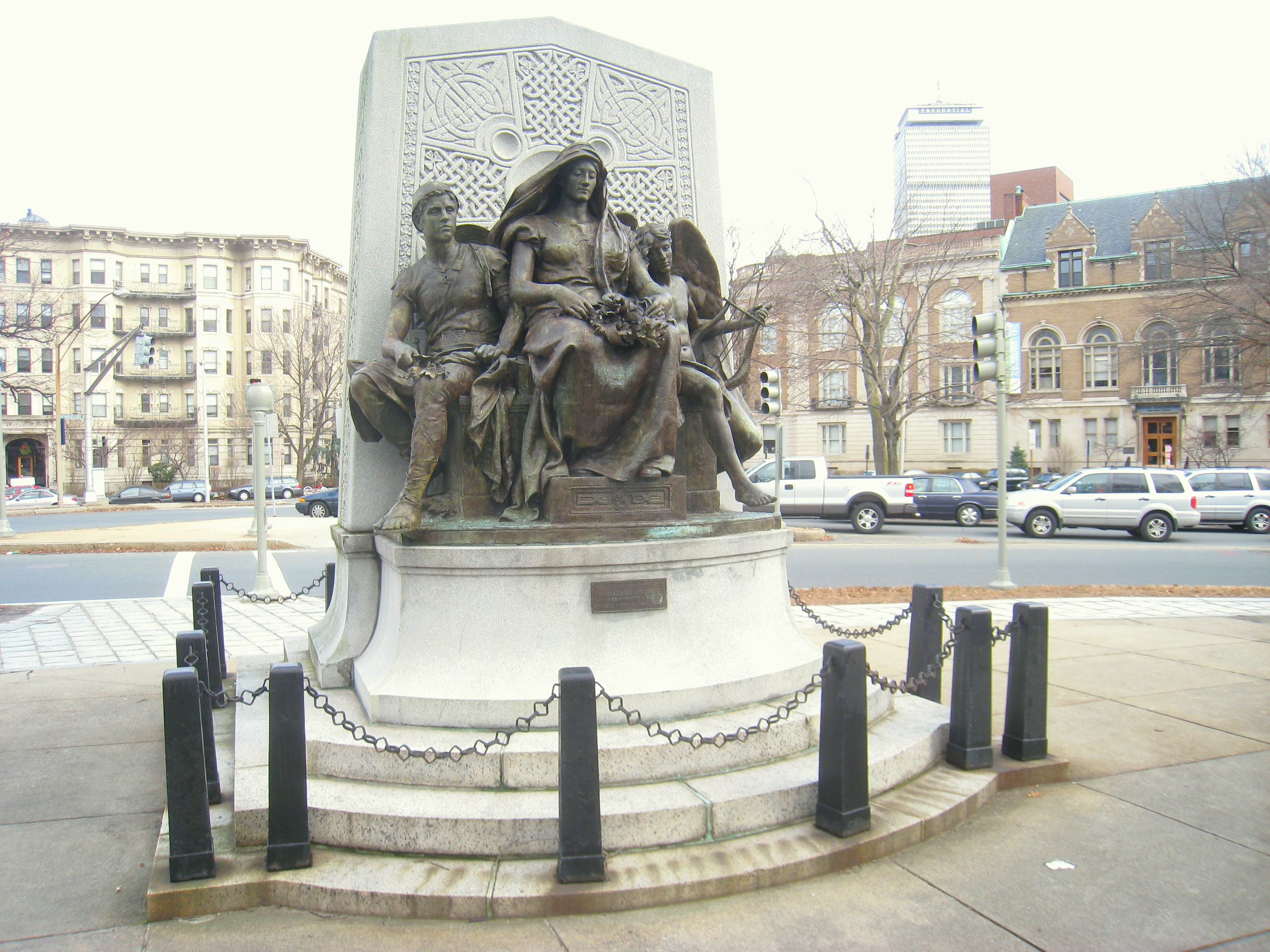
Ск. Френч Дейл Честер, Меморіал Джона Бойла о'Рейлі
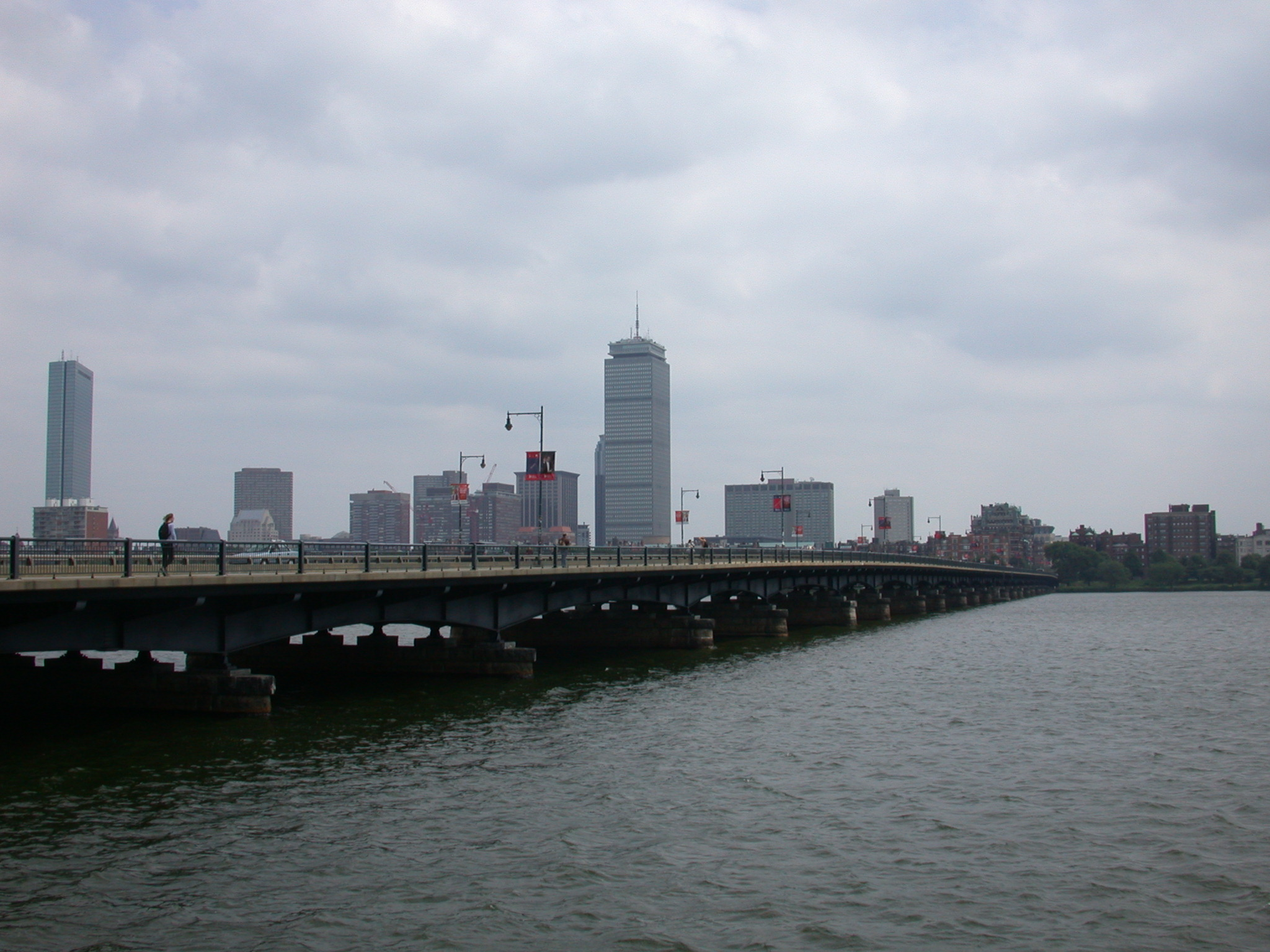
Бостон, на передньому плані Гарвардський міст